# Lavenham
Lavenham est une paroisse civile d'Angleterre, au Royaume-Uni, située dans le district de Babergh, comté du Suffolk.  
Durant la période Tudor c'est l'une des villes les plus prospères du royaume grâce au commerce de la laine. Il s'agit d'un des villages médiévaux les mieux préservés de Grande-Bretagne. La ville est connue pour ses halles, son église du XVe siècle, ses chaumières médiévales à pans de bois et ses nombreux circuits de promenade

## Histoire

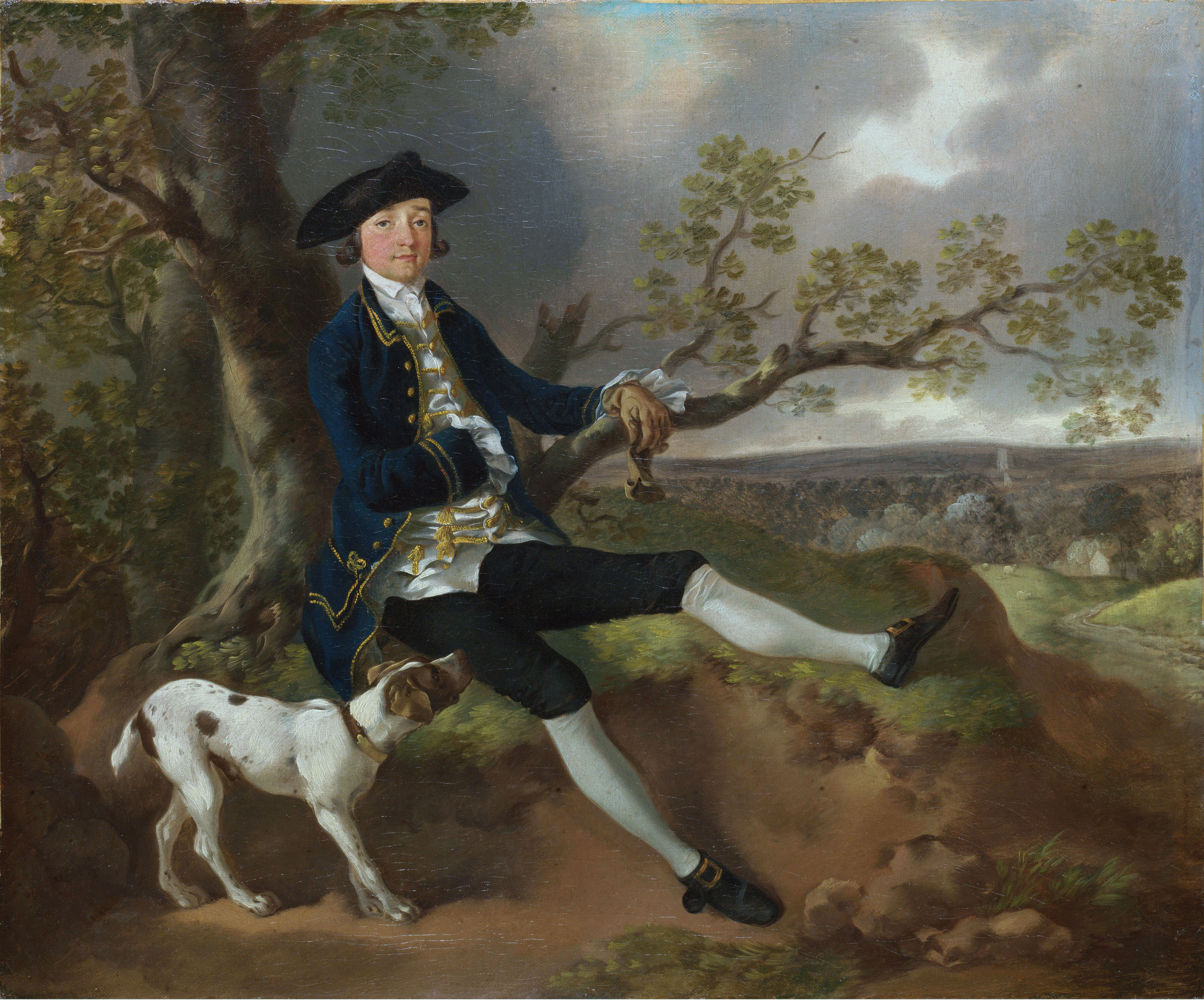
John Plampin, vers 1752
par Thomas Gainsborough
National Gallery

Entre le XIVe et le XVIe siècle Lavenham a prospéré grâce au commerce de la laine. 
À la fin du XVe siècle, la ville était parmi les plus riches des îles Britanniques, payant plus d'impôts que des villes considérablement plus grandes telles que York et Lincoln. Plusieurs grandes familles de marchands ont émergé, dont la plus prospère était la famille Spring.
John Plampin (1727? - 1805) représenté par Thomas Gainsborough, a hérité de Shimpling et de Chadacre Hall, près de Lavenham en 1757.
À la fin du XVIIIe siècle, la poète Jane Taylor et sa famille vivent à Lavenham, et c'est peut-être alors qu'elle vivait à Shilling Street qu'elle a écrit le poème The Star, dont sont tirées les paroles de la comptine Twinkle Twinkle Little Star. Les villes de Colchester et Ongar prétendent également être le lieu de naissance du poème.
La base aérienne de Lavenham abritait le 487th Air Expeditionary Wing (en) de la 8th US Army Air Force. Le groupe a effectué 185 missions et plus de 6000 sorties pendant la Seconde Guerre mondiale. L'aérodrome  a depuis été restitué aux terres arables, bien que certaines traces de ses structures et bâtiments subsistent, notamment la tour de contrôle,.

## Culture locale et patrimoine

### Lieux et monuments
- St Peter and St Paul's Church (en) exemple notable de « wool church », église anglaise financée principalement par les dons de riches marchands et agriculteurs qui avaient bénéficié du commerce médiéval de la laine, espérant s'assurer une place au paradis grâce à leurs largesses, l'édifice est également un bel exemple de l'architecture gothique anglaise et notamment du style dit gothique perpendiculaire.

- Lavenham Wool Hall (en)  Hall de la Guilde de la Sainte Vierge, l'une des quatre guildes médiévales de Lavenham. Il a été transformé en halle à laine à la fin du XVIIe siècle[7].
- Lavenham Guildhall (en) un bâtiment municipal à pans de boisLe Guildhall, également connu sous le nom de Guildhall of Corpus Christi, l'une des cinq guildes de Lavenham[3].

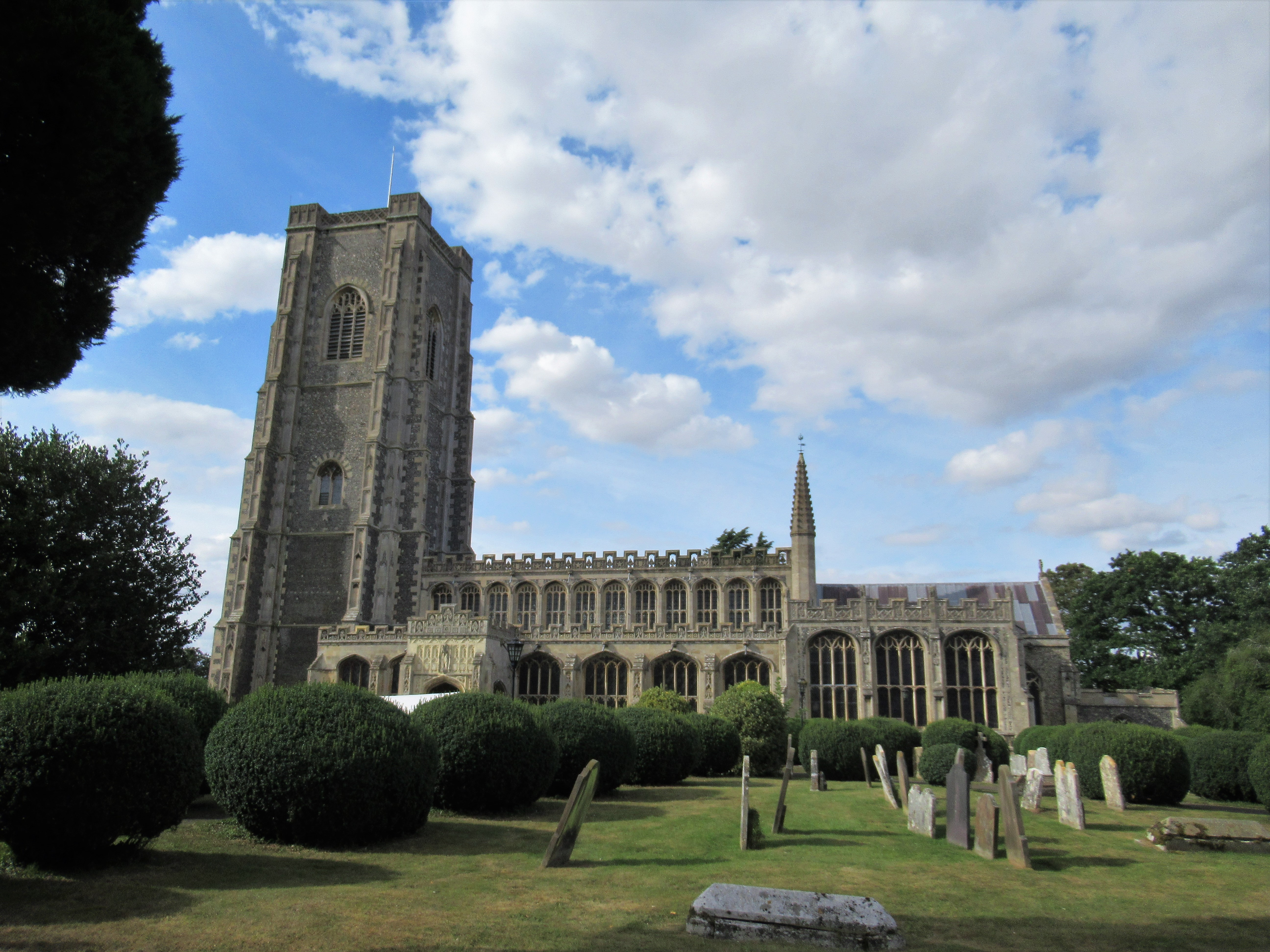
St Peter and St Paul, Lavenham, Suffolk.
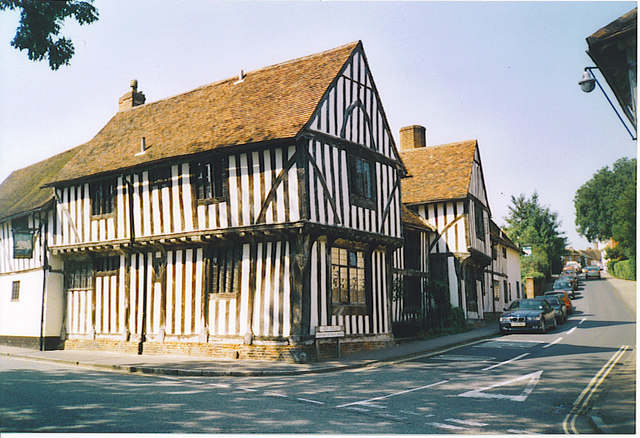
Wool Hall, Lavenham, Suffolk.
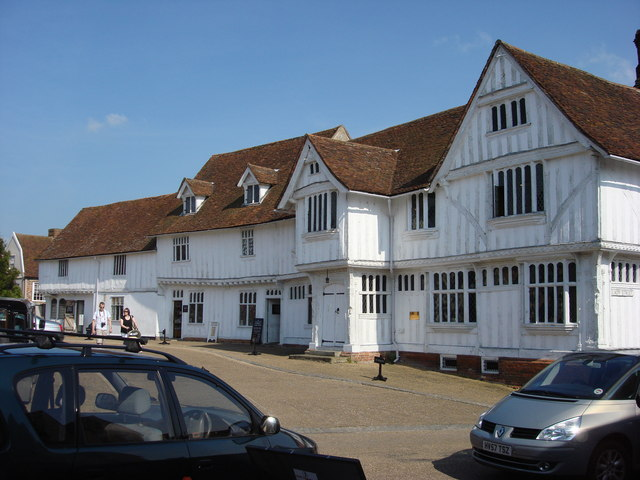
Lavenham Guildhall, Lavenham, Suffolk.

#### Personnalités liées à la commune
- Francis Meynell (1891 - 1975)  poète, imprimeur et éditeur britannique;
- Stephen Spender (1909 - 1995) poète, romancier et essayiste britannique, il vit à Lavenham dans les années 1930.
- Jane Taylor (1783 - 1824) une poétesse anglaise, autrice du poème Twinkle, Twinkle, Little Star.